# Dinodnavirus
Dinodnavirus (лат.) — род вирусов, инфицирующих динофлагеллят. Род принадлежит к кладе крупных ядерно-цитоплазматических ДНК-содержащих вирусов. Название рода происходит от dino (динофлагелляты) и DNA (ДНК, по вирусному геному). Единственный представитель рода — Heterocapsa circularisquama DNA virus 01.

## Описание
Вирус имеет икосаэдровый капсид, размер около 200 нм в диаметре. Геном — двуцепочечная ДНК длиной около 356 Кб. Инфицирует динофлагеллят Heterocapsa circularisquama. При репликации вирионы появляются из особого цитоплазматического компартмента вироплазмы, которая образуется вирусом.

## Таксономия
Таксономическое положение рода не ясно. Изначально род был помещён в семейство Phycodnaviridae, однако, анализ ДНК показал, что род ближе к семейству Asfarviridae. Реалм также не определён.